# Danizy
Danizy es una comuna francesa, situada en el departamento de Aisne, de la región de Alta Francia.

## Demografía
| 484 | 492 | 586 | 619 | 560 | 560 | 553 | 609 |
| Para los censos de 1962 a 1999 la población legal corresponde a la población sin duplicidades (Fuente: INSEE [Consultar]) |     |     |     |     |     |     |     |